# 北猛夫
北 猛夫（きた たけお、1907年〈明治40年〉1月9日 - 1979年〈昭和54年〉9月1日）は、日本映画の美術監督、プロデューサー、東宝ビルト代表取締役社長。日本映画・テレビ美術監督協会初代理事長。大阪府出身。
弟の北辰雄も映画美術監督。

## 概歴
初期は久保一雄を助手として活躍し、前紀は青柳信雄監督や実写版サザエさんシリーズを中心に、後期は本多猪四郎監督作品やゴジラシリーズ、特撮映画の本編美術監督として活躍する。現代劇、時代劇を問わず、リアリティのある美術設計を得意とした。

## 来歴
- 1926年[要出典] - 市岡中学を卒業し、日活に入社[2]。
- 1932年 - 日活を退社し、フリーとなる。
- 1933年 - 森岩雄の薦めで[要出典]PCLに入社[2]。
- 1940年 - 『燃ゆる大空』で特撮映画に初参加[2]。
- 1948年 - 東宝撮影所の美術部長。
- 1955年 - ワイド映画の研究のため渡米[2]。
- 1961年 - 東宝製作本部長。
- 1962年 - 東宝ビルト代表取締役社長。

## 担当作品
- 太平洋の鷲（1953年）
- さらばラバウル（1954年）
- ゴジラシリーズ[3]
  - ゴジラ（1954年）
  - ゴジラの逆襲（1955年）
  - キングコング対ゴジラ（1962年）
  - モスラ対ゴジラ（1964年）
  - 三大怪獣 地球最大の決戦（1964年）
  - 怪獣大戦争（1965年）
  - 怪獣島の決戦 ゴジラの息子（1967年）
  - 怪獣総進撃（1968年）
  - ゴジラ・ミニラ・ガバラ オール怪獣大進撃（1969年）
- サザエさん（1956年）
- 続・サザエさん（1957年）
- サザエさんの青春（1957年）
- サザエさんの婚約旅行（1958年）
- 美女と液体人間（1958年）
- サザエさんの結婚（1959年）
- サザエさんの新婚家庭（1959年）
- サザエさんの脱線奥様（1959年）
- サザエさんの赤ちゃん誕生（1960年）
- サザエさんとエプロンおばさん（1960年）
- 福の神 サザエさん一家（1961年）
- モスラ（1961年）
- 妖星ゴラス（1962年）
- 太平洋の翼（1963年）
- 青島要塞爆撃命令（1963年）
- 大盗賊（1963年）
- 海底軍艦（1963年）
- 宇宙大怪獣ドゴラ（1964年）
- 太平洋奇跡の作戦 キスカ（1965年）
- フランケンシュタイン対地底怪獣（1965年）
- ゼロ・ファイター 大空戦（1966年）
- フランケンシュタインの怪獣 サンダ対ガイラ（1966年）
- キングコングの逆襲（1967年）
- 連合艦隊司令長官 山本五十六（1968年）
- 緯度0大作戦（1969年）
- 日本海大海戦（1969年）
- ゲゾラ・ガニメ・カメーバ 決戦!南海の大怪獣（1970年）[3]